# Elizabeta od Saint-Pola
Grofica Elizabeta (o. 1179. – prije 1240.) bila je vladarica Saint-Pola u Francuskoj, kći grofa Huga IV. od Saint-Pola. Njezina je majka bila Jolanda de Hainaut, kći grofa Balduina IV. i Alise.
1205. je postala groficom, a 1196. se udala za Gauchera III. od Châtillona. Imali su djecu:
- Guy
- Hugo I. od Châtillona[3]
- Eustahija

Godine 1231. Elizabeta se udala po drugi put, za Ivana de Béthunea. On je bio sin Vilima III. de Béthunea i Matilde van Dendermonde.
Elizabetina se sestra zvala Eustahija. Ona se udala za Ivana II. de Neslea, koji je bio sin Elizabete van Peteghem i njenog muža Ivana.